# Citheronia
Citheronia — рід лускокрилих з родини сатурнієвих, підродини Ceratocampinae.

## Систематика
До складу роду входять:
- Citheronia andina (Lemaier, 1971) — Еквадор
- Citheronia aroa (Schuas, 1896) — Еквадор
- Citheronia azteca (Schaus, 1896) — Мексика та Гватемала
- Citheronia beledonon (Dyar, 1912) — Мексика
- Citheronia bellavista (Draudt, 1930) — Еквадор
- Citheronia collaris (Rothschild, 1907) — Еквадор
- Citheronia equatorialis (Bouvier, 1927) — Еквадор
- Citheronia harmifera (Rothschild, 1907) — Еквадор
- Citheronia lobesis (Rothschild, 1907) — Мексика
- Citheronia mexicana (Grote & Robinson, 1867) — Мексика
- Citheronia pseudomexicana (Lemaire, 1974) — Мексика
- Citheronia regalis (Fabricius, 1793) — США
- Citheronia sepulcralis (Grote & Robinson, 1865) — США
- Citheronia splendens (Druce, 1886) — США, Мексика